# Chuck Brown (scénariste)
Ne doit pas être confondu avec Chuck Brown.
Chuck Brown est un scénariste de bande dessinée américain.
Fin 2018, il lance avec Chuck Brown, David F. Walker et Sanford Greene la série fantastique Bitter Root chez Image Comics. Rencontrant immédiatement les faveurs du public comme de la critique, cette série qui met en scène une famille de chasseur de monstres afro-américaine lui vaut en 2020 le prix Eisner de la meilleure série.

## Distinctions
- 2020 : prix Eisner de la meilleure série pour Bitter Root (avec Chuck Brown, David F. Walker et Sanford Greene)
- 2022 : prix Eisner de la meilleure série pour Bitter Root (avec Sanford Greene et David F. Walker)[3]